# Shenyang J-6
Shenyang J-6 (Thẩm Dương J-6, tiếng Trung: 歼-6 – Tiêm-6; phiên bản xuất khẩu có tên gọi F-6) (tên mã NATO Farmer – Nông dân) là một phiên bản của loại máy bay tiêm kích MiG-19 'Farmer' của Liên Xô do Trung Quốc chế tạo.

## Thiết kế và phát triển
Dù MiG-19 chỉ phục vụ trong một thời gian ngắn trong biên chế của quân đội Liên Xô, nhưng Trung Quốc lại rất thích loại máy bay này vì sự nhanh nhẹn, cơ động, uy lực vũ khí mạnh, nên đã sản xuất nó từ năm 1958 tới năm 1981. Đến cuối năm 2005, J-6 không còn được sử dụng trong các nhiệm vụ chiến đấu nữa, nhưng phiên bản huấn luyện vẫn được sử dụng. Hiện vẫn còn ba quốc gia sử dụng J-6, một phiên bản cường kích của J-6 là Q-5 hiện cũng vẫn đang hoạt động trong biên chế một số quốc gia.
J-6 bị xem như đồ "dùng một lần" và nó chỉ vận hành được liên tục trong 100 giờ bay (hay khoảng 10 phi vụ) trước khi tiến hành đại tu. Không quân Pakistan do bảo trì tốt nên tăng thời gian giữa hai lần đại tu lên 130 giờ.

### Mô tả
J-6 đạt vận tốc tối đa 1.540 km/h (960 mph), Mach 1,45. Trần bay đạt 17.900 m (58.700 ft). Bán kính chiến đầu với 2 thùng nhiên liệu bỏ được là khoảng 640 km (400 mi). Nó được trang bị 2 động cơ tuabin Liming Wopen-6A (Tumansky R-9). Ngoài vũ khí chính ban đầu là pháo, nó còn được lắp 4 giá treo dưới cánh, mỗi giá treo mang được tải trọng 250 kg (550 lb), tải trọng tối đa là một giá treo mang được là 500 kg (1.100 lb). Vũ khí J-6 có thể mang gồm bom, thùng rocket 55 mm gắn ngoài, hoặc tên lửa không đối không PL-2/PL-5 (phiên bản Trung Quốc của loại tên lửa Vympel K-13).

## Lịch sử hoạt động
J-6 hiện vẫn đang được sử dụng ở Bắc Triều Tiên, Myanmar, Tanzania, Nepal và Zambia.

### Albania
J-6 được Không quân Albania sử dụng để thay thế loại J-5, nó được dùng để tuần tra biên giới nhằm chống lại các cuộc xâm nhập không phận Albania từ Nam Tư. Tuy nhiên, J-6 không có hiệu quả khi phải đối đầu với những chiếc MiG-21 'Fishbed' nhanh hơn của Nam Tư. Khi F-7A được đưa vào trang bị, J-6 được tái triển khai để bảo vệ Tirana. Vào năm 2005, tất cả máy bay tiêm kích của Albania đều phải ngừng bay do thiếu phụ tùng thay thế.

### Chiến tranh Ấn Độ-Pakistan

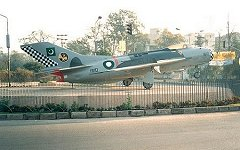
Một chiếc F-6 của Không quân Pakistan.

F-6 được Không quân Pakistan (RAF) sử dụng từ năm 1965 tới năm 2002, thiết kế máy bay đã được sửa đổi tới 140 lần để cải thiện khả năng vai trò đánh chặn và chi viện không quân trực tiếp. Các máy bay tiêm kích F-6 của RAF đã tham gia Chiến tranh Ấn Độ-Pakistan 1971, nó đã bắn hạ 6 máy bay của Ấn Độ, trong đó có một chiếc MiG-21. 3 phi đoàn J-6 của Pakistan đã thực hiện gần 1000 phi vụ, PAF cũng đã mất 3 chiếc F-6 do hỏa lực phòng không và 1 chiếc khi không chiến. Một chiếc F-6 cũng bị bắn rơi bởi chính Pakista. Một trong các phi công bị bắn hạ là Wajid Ali Khan, Khan bị bắt làm tù binh chiến tranh và sau này trở thành một nghị sĩ trong Quốc hội Canada.

### Chiến tranh Việt Nam
Sau khi bí mật thử nghiệm bay một chiếc F-6 của Không quân Pakistan vào năm 1965, Hoa Kỳ kết luận J-6 và MiG-19 là máy bay tiêm kích đáng gờm hơn so với loại MiG-21 'Fishbed' hiện đại và mạnh hơn, cũng như loại MiG-17 'Fresco' cũ hơn và phiên bản Trung Quốc của nó là J-5. Động cơ tuabin phản lực hiện đại hơn giúp tạo cho MiG-21 lợi thế bay ở vận tốc siêu âm, nhưng trong Chiến tranh Việt Nam với các cuộc chiến trên không thì lợi thế đó lại không hữu ích như người ta nghĩ, vì các cuộc không chiến chủ yếu diễn ra trong tầm gần nên máy bay có vận tốc dưới âm lại chiếm ưu thế hơn. J-6 (cũng như MiG-19) với vận tốc dưới âm đã dễ dàng cơ động hơn so với MiG-21 và dù nó chậm hơn, nhưng khi cần tăng tốc trong không chiến tầm gần thì nó vẫn có thể dễ dàng thực hiện. Không quân Bắc Việt có ít nhất một đơn vị sử dụng J-6 trong chiến tranh, đó là trung đoàn tiêm kích 925, bắt đầu từ năm 1969.

### Chiến tranh Ogaden
J-6 của Somali đã tham chiến trong Chiến tranh Ogaden và chịu thiệt hại nặng do phi công đối phương có nhiều kinh nghiệm hơn. Trên 75% lực lượng của Không quân Somali bị tiêu diệt trong chiến tranh, nhưng một số chiếc J-6 vẫn sống sót cho đến ngày Somali rơi vào khủng hoảng đầu thập niên 1990.

### Chiến tranh Uganda-Tanzania
Trong chiến tranh Uganda-Tanzania, những chiếc J-6 của Tanzania có nhiệm vụ tiêu diệt bất kỳ máy bay tiêm kích nào của Uganda như MiG-15 và MiG-17, trong khi F-7A có nhiệm vụ tiêu diệt các máy bay chiến đấu của quân đồng mình với Uganda như Tupolev Tu-22 'Blinder' của Libya.

### Chiến tranh biên giới Tây Nam
Trong thời kỳ Khmer Đỏ nắm chính quyền ở Campuchia, J-6 của Khmer Đỏ đã tham gia chiến tranh biên giới Tây Nam với Việt Nam trong vai trò máy bay cường kích. Khi Việt Nam phản kích quân Khmer Đỏ và tiến vào giải phóng Campuchia, không một chiếc máy bay nào của Campuchia dám cất cánh chặn đánh máy bay của Việt Nam. Quân đội Việt Nam đã bắt giữ được một số máy bay J-6 và đưa về để trưng bày.

### Chiến tranh Afghan
Không quân Pakistan sử dụng J-6 để tấn công các mục tiêu của quân đội Liên Xô đóng ở Afghanistan, theo phía Pakistan tuyên bố thì J-6 đã có khoảng 6 lần bắn hạ máy bay của Liên Xô.

### Chiến tranh Iran-Iraq
Trong Chiến tranh Iran-Iraq, cả hai phía đều sử dụng máy bay tiêm kích J-6. Máy bay tiêm kích J-6 của Iran có thể do Bắc Triều Tiên cung cấp. J-6 của Iraq có thể do Ai Cập chuyển giao. Hầu hết những chiếc J-6 này đều thực hiện nhiệm vụ cường kích.

## Biến thể

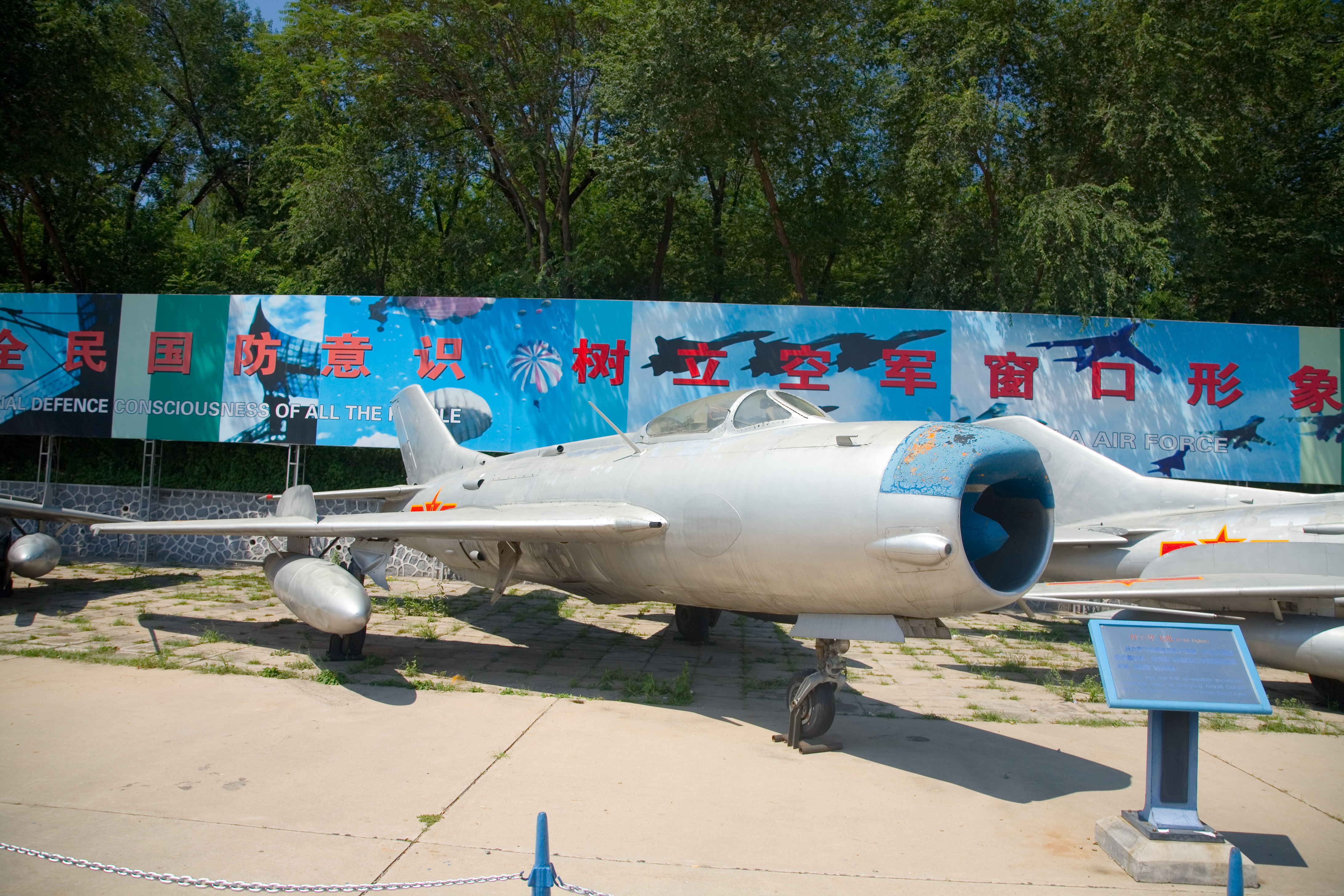
F-6A

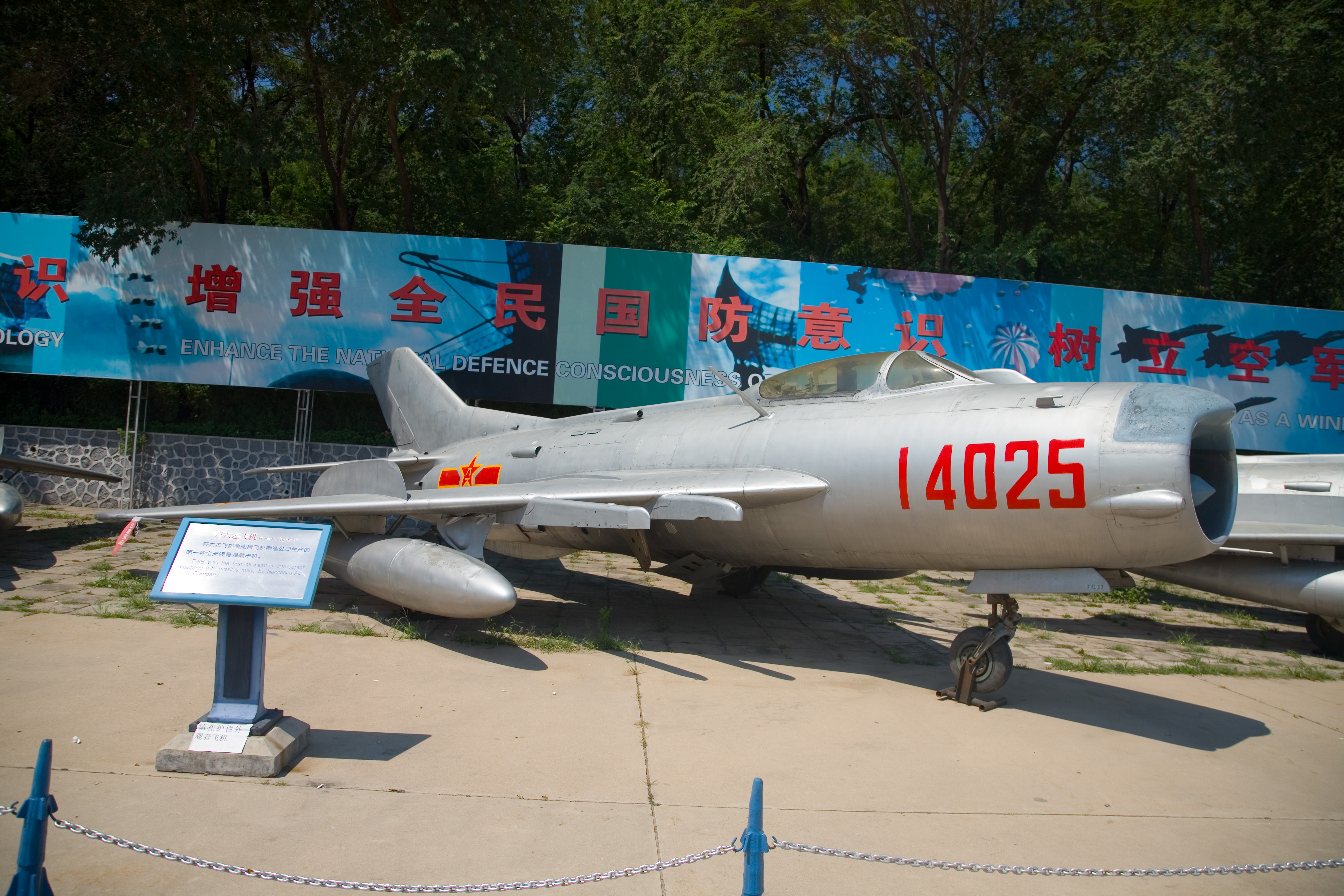
F-6B

- Shenyang J-6 - (hay còn gọi Kiểu 59, Đông phong-102, Sản phẩm 47 và F-6) Dù không có hậu tố định danh, tên gọi J-6 xuất hiện sau khi phiên bản sản xuất đầu tiên J-6A được đưa vào chế tạo. J-6 tương đương, nhưng không giống với phiên bản MiG-19S.[1]
- Shenyang J-6A - (hay còn gọi  Kiểu 59A, Đông phong-103, Jianjiji-6 Jia) – Phiên bản sản xuất đầu tiên, được chế tạo từ năm 1958 tới 1960, nhưng nó không đạt tiêu chuẩn nên PLAAF không chấp nhận. Việc sản xuất tạm ngừng, dây chuyền bị tháo dỡ, sau này sản xuất nối lại với sự trợ giúp từ Liên Xô. J-6A tương đương với MiG-19P, nhưng không giống ở vài điểm. Chuyến bay đầu tiên được thực hiện vào ngày 17/12/1958.[1] Việc chế tạo J-6 bắt đầu lại sau khi dây chuyền với sự trợ giúp từ Liên Xô đã đi vào hoạt động. Nó giống với MiG-19PF, được trang bị radar và 2 pháo NR-30 30mm, phiên bản xuất khẩu có tên F-6A.[1]
- J-6B - (hay còn gọi Kiểu 59B, Đông phong-105 và Tiêm kích cơ-6 Ỷ) Giống với MiG-19PM "Farmer-D", đây là phiên bản tiêm kích đánh chặn với 2 tên lửa không đối không PL-1 (phiên bản Trung Quốc của loại tên lửa K-5 (AA-1 'Alkali') của Liên Xô). Chỉ có 19 chiếc J-6B được chế tạo trước khi chương trình bị hủy bỏ.[1]
- J-6C - (hay còn gọi Tiêm kích cơ-6 Bing, Sản phẩm 55 and F-6C) Phiên bản tiêm kích ngày với 3 pháo 30mm, có dù hãm tốc độ ở đuôi.[1] Pháo 30mm có tên mã Type 30-1. Tốc độ bắn 850 viên/phút.[9]
- Shenyang J-6I – Mẫu thử tiêm kích ngày một chỗ.[1]
- Shenyang J-6II – Mẫu thử tiêm kích chiến thuật một chỗ.[1]
- Shenyang J-6III – Phiên bản cải tiến của J-6A với phần mũi được làm lại nhằm lắp đặt radar do Trung Quốc chế tạo. Cũng có thể nó có tên định danh là J-6 Xin.[1]
- Shenyang/Tianjin JJ-6 - (Jianjiji Jiaolianji – máy bay huấn luyện, còn gọi là Sản phẩm 48 và FT-6) phiên bản huấn luyện 2 chỗ, kéo dài thêm 84 cm (33,1 in) để lắp thêm chỗ ngồi thứ hai, trang bị 1 pháo 30 mm.[1]
- Shenyang JZ-6 - (Jianjiji Zhenchaji – tiêm kích trinh sát) Phiên bản trinh sát chuyên nhiệm với camera đặt trong thân thay cho pháo. Vào tháng 4/2006, trung đoàn trinh sát 3 thuộc sư đoàn không quân 26 đóng ở Nam Kinh là trung đoàn cuối cùng sử dụng JZ-6, sau đó chúng bị thay thế bởi loại JZ-8F.[10] Phiên bản xuất khẩu có tên Shenyang FR-6.
- Shenyang/Tianjin JJ-6 Testbed (Thẩm Dương/Thiên Tân JJ-6) – phiên bản thử nghiệm ghế phóng thay thế cho mẫu thử nghiệm ghế phóng H-5.[1]
- Xian BW-1 (Tây An BW-1) – Mẫu thử nghiệm điều khiển lly-by-wire cho hệ thống điều khiển của Xian JH-7.[1]
- Guizhou J-6A (Quý Châu J-6A) - J-6A nâng cấp để mang 2 tên lửa không đối không PL-2 (Pi Li – Phích Lịch – Tia chớp). Bay lần đầu ngày 21/12/1975.

## Quốc gia sử dụng

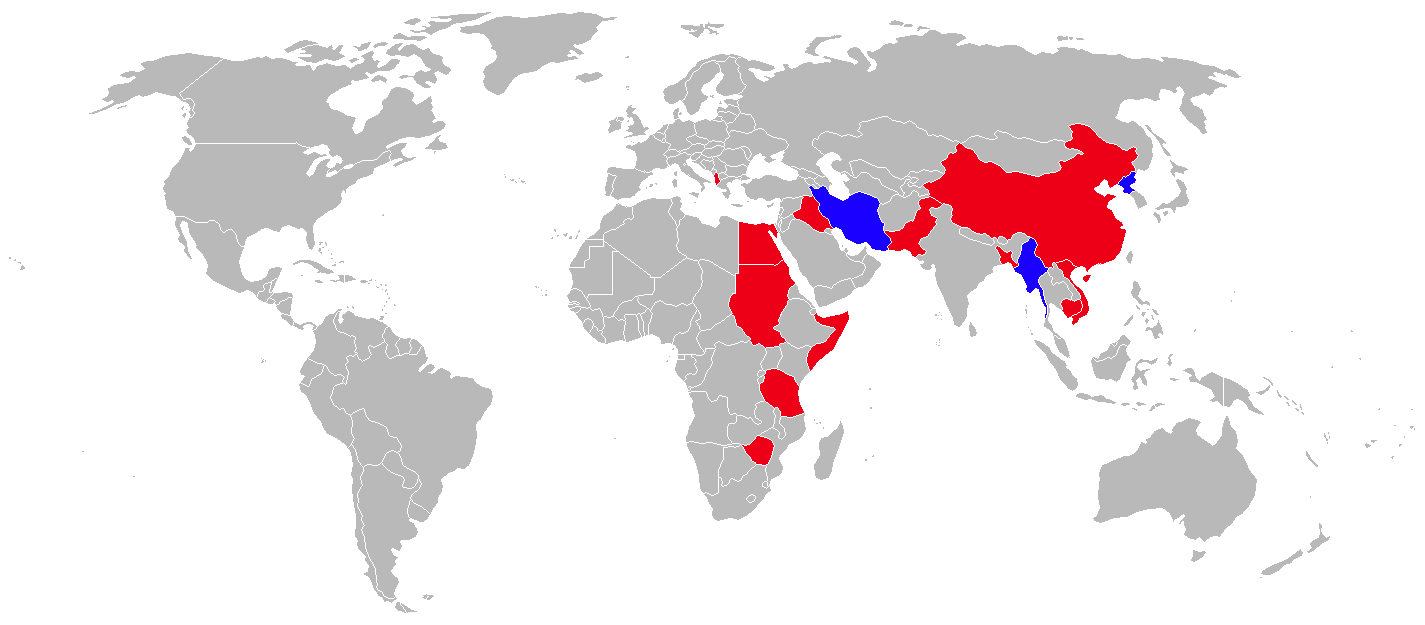
Các quốc gia sử dụng Shenyang J-6 tính đến năm 2010 (quốc gia từng sử dụng có màu đỏ)

Hiện nay vẫn còn 3 quốc gia sử dụng Shenyang J-6 trong số 15 quốc gia sử dụng loại máy bay này.

### Vẫn đang sử dụng
Iran
- Không quân Cộng hòa Hồi giao Iran - 18 chiếc

 Myanmar
- Không quân Myanmar – 1 chiếc F-6 vẫn đang sử dụng (tính đến tháng 2/2011).[11]

 CHDCND Triều Tiên
- Không quân Bắc Triều Tiên – 98 chiếc F-6 vẫn đang sử dụng (tính đến tháng 2/2011)[11].

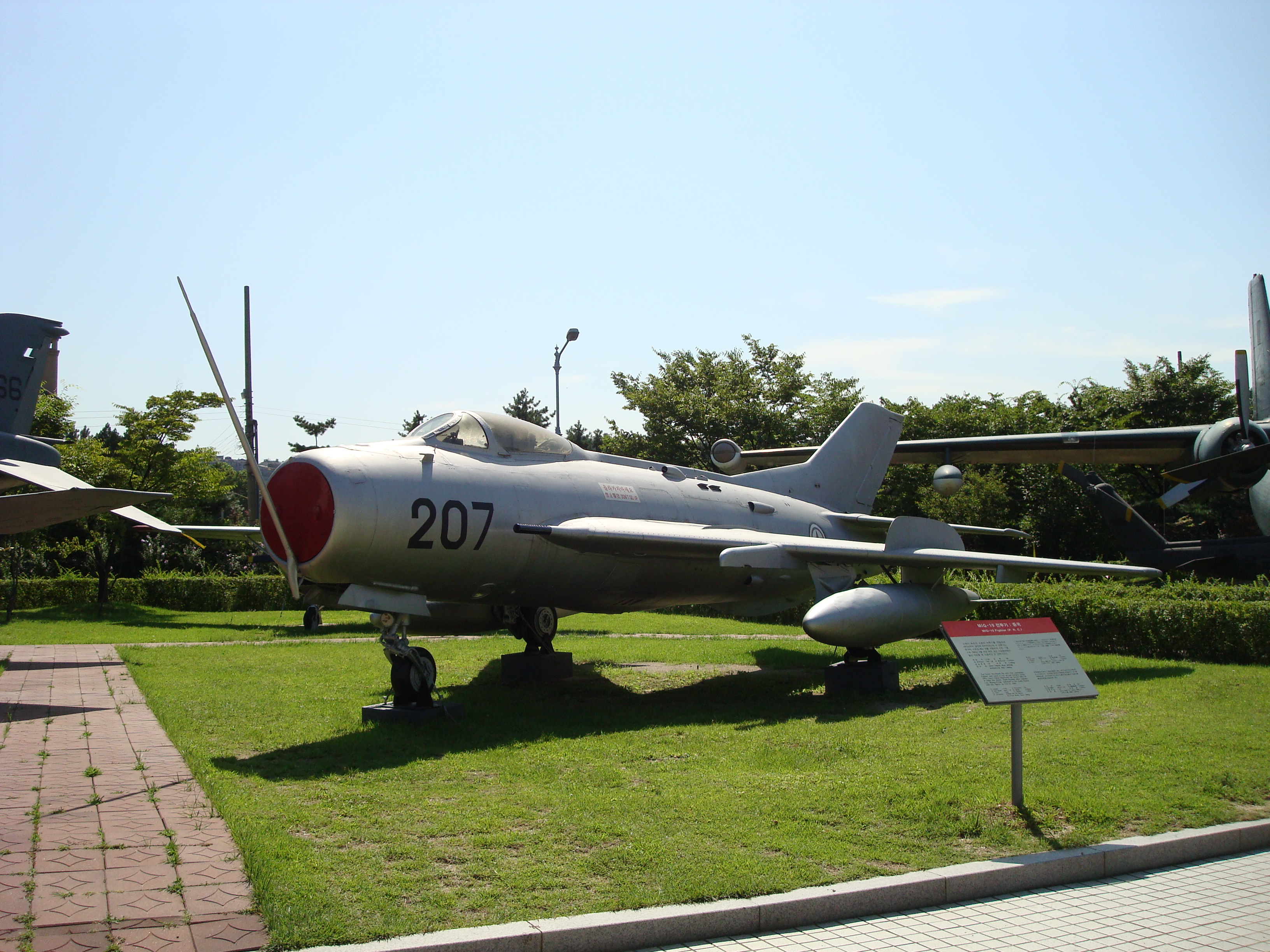
Một chiếc J-6 của Bắc Triều Tiên trưng bày tại Bảo tàng tưởng niệm chiến tranh Triều Tiên ở Seoul.

### Từng sử dụng
Albania
- Không quân Albania – 82 chiếc J-6C, ngừng sử dụng năm 2005.

 Bangladesh
- Không quân Bangladesh – 6 chiếc FT-6 huấn luyện.[11]

 Campuchia
- Không quân Hoàng gia Campuchia

 Trung Quốc
- Không quân Quân giải phóng Nhân dân - J-6 ngừng hoạt động từ năm 2005, hiện chủ yếu dùng làm bia bay. 130 chiếc JJ-6 huấn luyện vẫn đang sử dụng[11], dần dần sẽ bị thay thế bởi máy bay huấn luyện JL-8.
- Không quân Hải quân Quân giải phóng Nhân dân – 16 chiếc JJ-6 huấn luyện vẫn đang sử dụng [11]

 Ai Cập

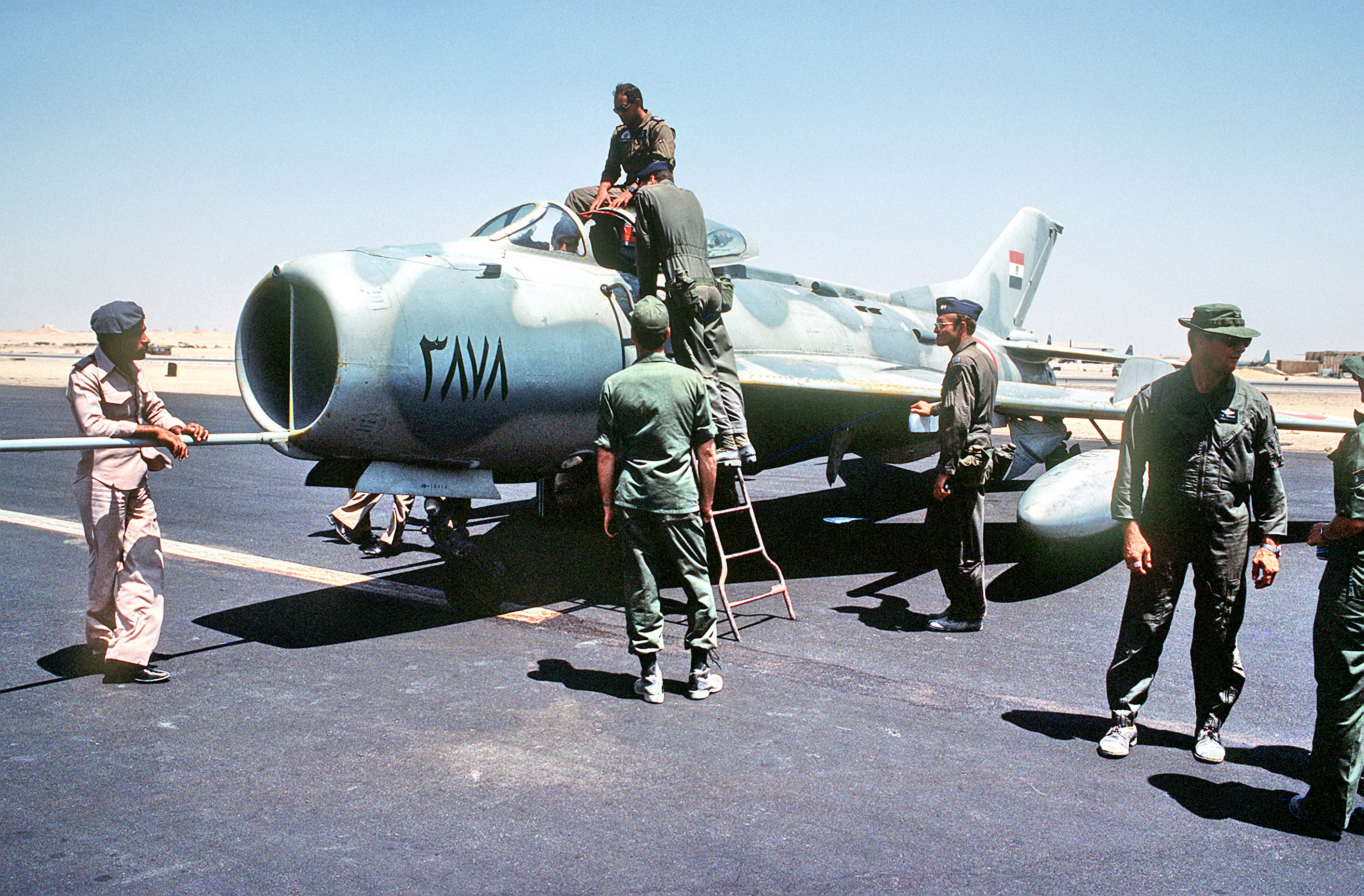
Nhân viên kỹ thuật kiểm tra một chiếc F-6 của Không quân Ai Cập trong cuộc tập trận chung Bright Star năm 1983.

- Không quân Ai Cập – bị thay thế bởi F-16

 Pakistan
- Không quân Pakistan – ngừng hoạt động năm 2002, bị thay thế bởi Chengdu F-7P và F-7PG.[12] 9 chiếc FT-6 vẫn còn sử dụng[11]
  - Phi đoàn 11 Arrows, 1967—1982
  - Phi đoàn 14 Tail Choppers, 1972—1985
  - Phi đoàn 15 Cobras, 1973—1993
  - Phi đoàn 17 Tigers, 1977—2001
  - Phi đoàn 19 Sherdils, 1977—1989
  - Phi đoàn 20 Hawkeyes, 1986—1988
  - Phi đoàn 23 Talons, 1966—2002
  - Phi đoàn 25 Eagles, 1966—1995
  - Phi đoàn 26 Black Spiders, 1981—1984
  - Trường Sĩ quan Chỉ huy Dashings, 1976—1992

 Somalia
- Binh chủng Không quân Somali

 Sudan
- Không quân Sudan

 Tanzania
- Không quân Tanzanian

 Việt Nam
- Không quân Nhân dân Việt Nam

## Tính năng kỹ chiến thuật (J-6)

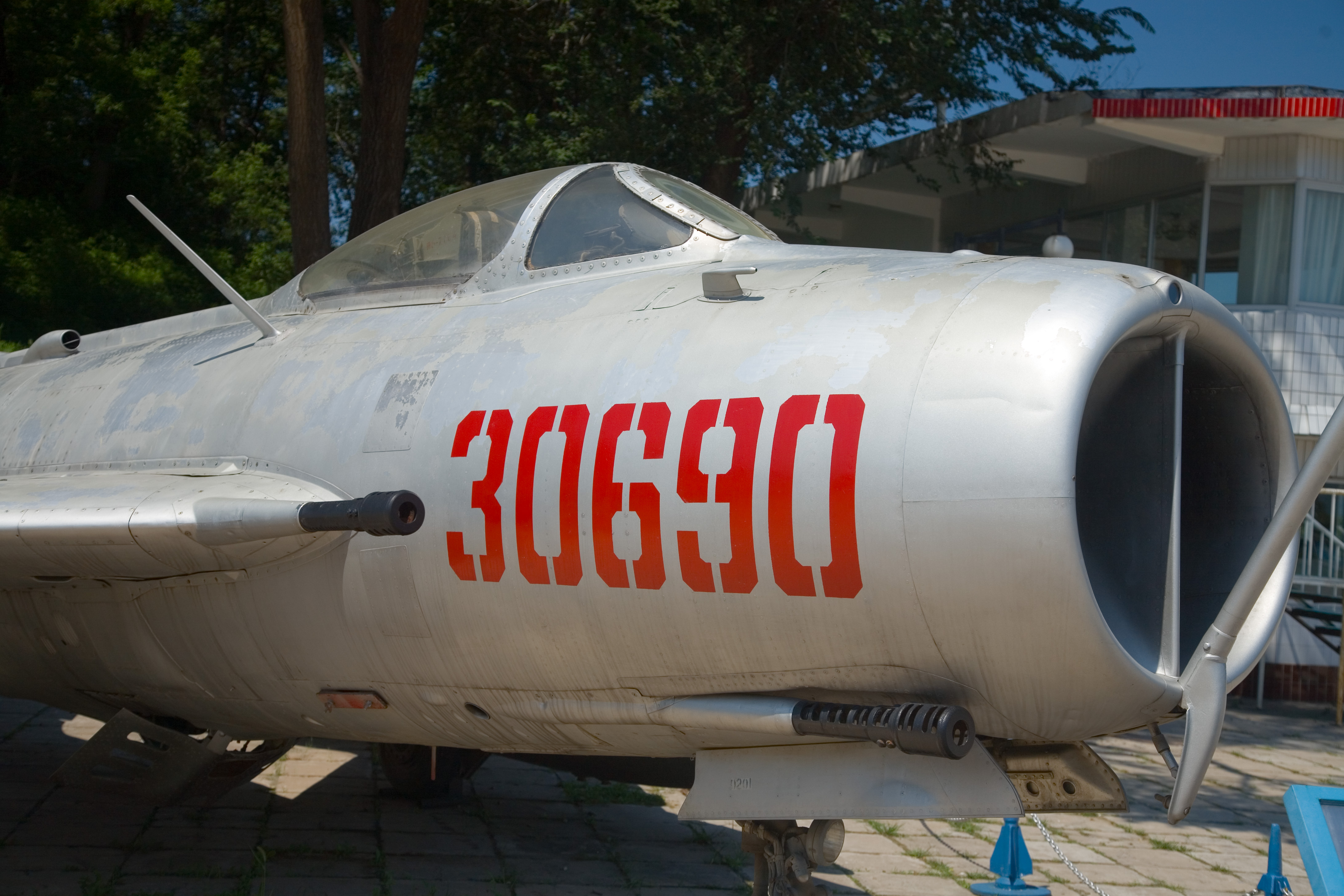
Mũi của một chiếc F-6, pháo 30 mm gắn ở gốc cánh.

Dữ liệu lấy từ Wilson

### Đặc điểm riêng
- Tổ lái: 1
- Chiều dài: 12.5 m (41 ft)
- Sải cánh: 9.2 m (30 ft 2 in)
- Chiều cao: 3.9 m (12 ft 10 in)
- Diện tích cánh: 25.0 m² (270 ft²)
- Trọng lượng rỗng: 5,447 kg (11,983 lb)
- Trọng lượng cất cánh tối đa: 7,560 kg (16,632 lb)
- Động cơ: 2 động cơ tuabin đốt tăng lực Liming Wopen-6A (Tumansky RD-9B), lực đẩy 36.78 kN (8,267 lbf) mỗi chiếc
- Sức chứa nhiên liệu: 1,800 kg (3,960 lb)

### Hiệu suất bay
- Vận tốc cực đại: 1,540 km/h (960 mph)
- Tầm bay: 640 km (400 mi); combat 2,200 km (1,375 mi)
- Trần bay: 17,900 m (58,700 ft)
- Vận tốc lên cao: 180 m/s (35,425 ft/min)
- Lực nâng của cánh: 302.4 kg/m² (61.6 lb/ft²)
- Lực đẩy/trọng lượng: 0.86

### Vũ khí
- 3 pháo 30 mm NR-30
- Mang được 250 kg (550 lb) bom hoặc rocket hoặc tên lửa không đối không PL-2/PL-5 (phiên bản Trung Quốc của tên lửa K-13 (NATO: AA-2 'Atoll')) dưới 4 giá treo.

### Máy bay có cùng sự phát triển
- MiG-19
- Nanchang Q-5

### Máy bay có tính năng tương đương
- F-100 Super Sabre
- Super Mystère